# Takayuki Nakahara
Takayuki Nakahara (japanisch 中原 貴之 Nakahara Takayuki; * 18. November 1984 in der Präfektur Yamaguchi) ist ein ehemaliger japanischer Fußballspieler.

## Karriere
Nakahara erlernte das Fußballspielen in der Schulmannschaft der Tatara Gakuen High School. Seinen ersten Vertrag unterschrieb er 2003 bei den Vegalta Sendai. Der Verein spielte in der höchsten Liga des Landes, der J1 League. Am Ende der Saison 2003 stieg der Verein in die J2 League ab. Für den Verein absolvierte er 24 Ligaspiele. 2006 wurde er an den Erstligisten Albirex Niigata ausgeliehen. Für den Verein absolvierte er 15 Erstligaspiele. 2007 kehrte er zu Vegalta Sendai zurück. 2009 wurde er mit dem Verein Meister der J2 League und stieg in die J1 League auf. 2012 wurde er mit dem Verein Vizemeister der J1 League. Für den Verein absolvierte er 160 Ligaspiele. 2015 wechselte er zum Zweitligisten Avispa Fukuoka. Am Ende der Saison 2015 stieg der Verein in die J1 League auf. Am Ende der Saison 2016 stieg der Verein wieder in die J2 League ab. Für den Verein absolvierte er 37 Ligaspiele. Danach spielte er bei den ReinMeer Aomori FC. Ende 2018 beendete er seine Karriere als Fußballspieler.

## Erfolge
Vegalta Sendai
- J1 League

Vizemeister: 2012